# Dado brunelleschiano

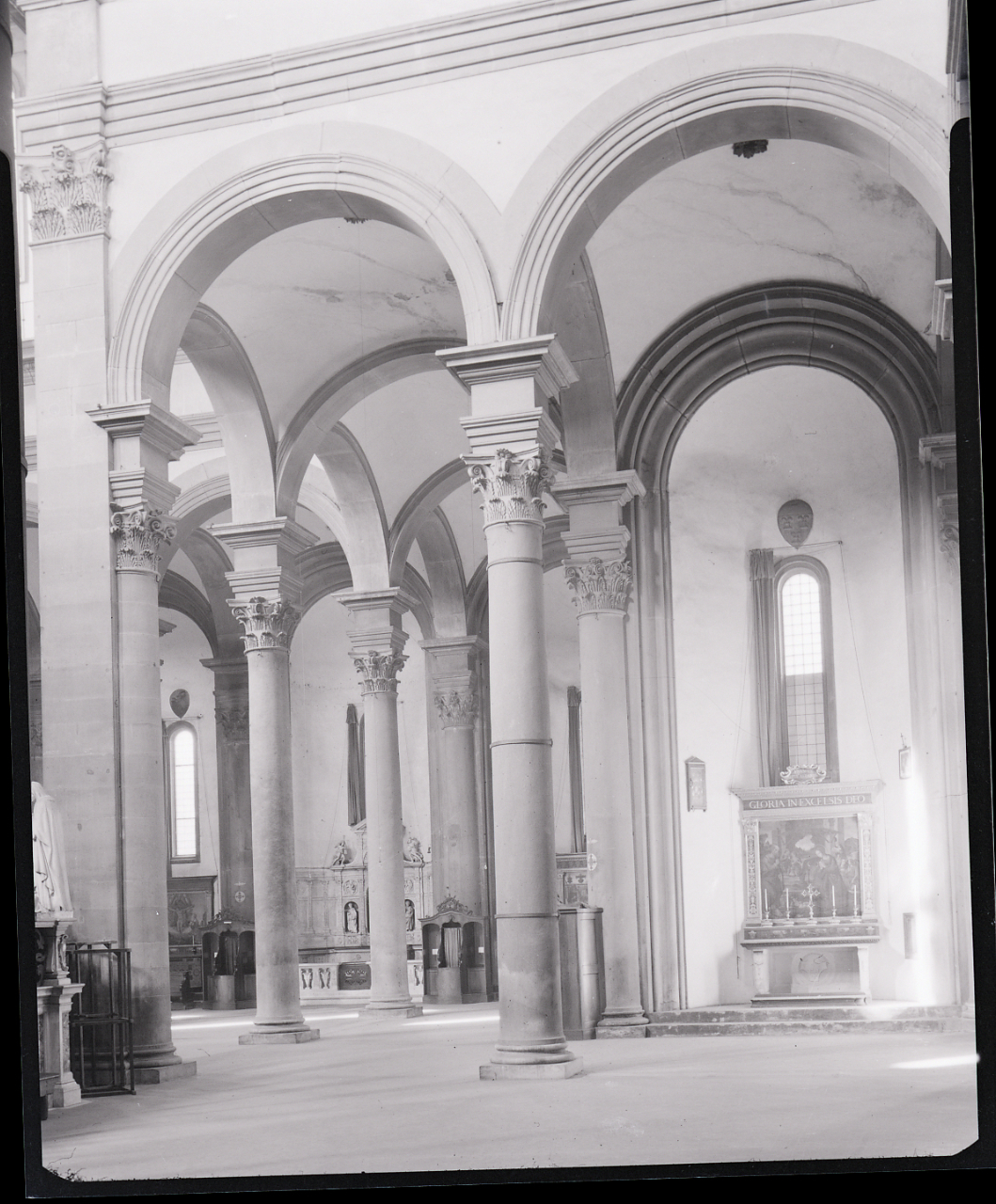
Basílica del Santo Spirito

El dado brunelleschiano es un elemento arquitectónico en forma de entablamento, que sirve como transición entre una columna y el arco. Puede ser considerado como un cimacio. 

## Época romana
Los romanos lo usaron con el fin de rematar las columnas adosadas a los muros en los arcos triunfales, como el Arco de Tito, el arco de Constantino, o espacios públicos de gran importancia, el Foro de Nerva, el Pórtico de Octavia, las Termas de Caracalla, las Termas de Diocleciano.

## Renacimiento
La función de transición entre la columna y el arco fue desarrollado por el arquitecto renacentista italiano Filippo Brunelleschi, que lo uso en las basílicas de Santa Crocce y del Santo Spirito. En Italia se difundió, usándose en la Catedral de Cortona, la Catedral de Pienza.

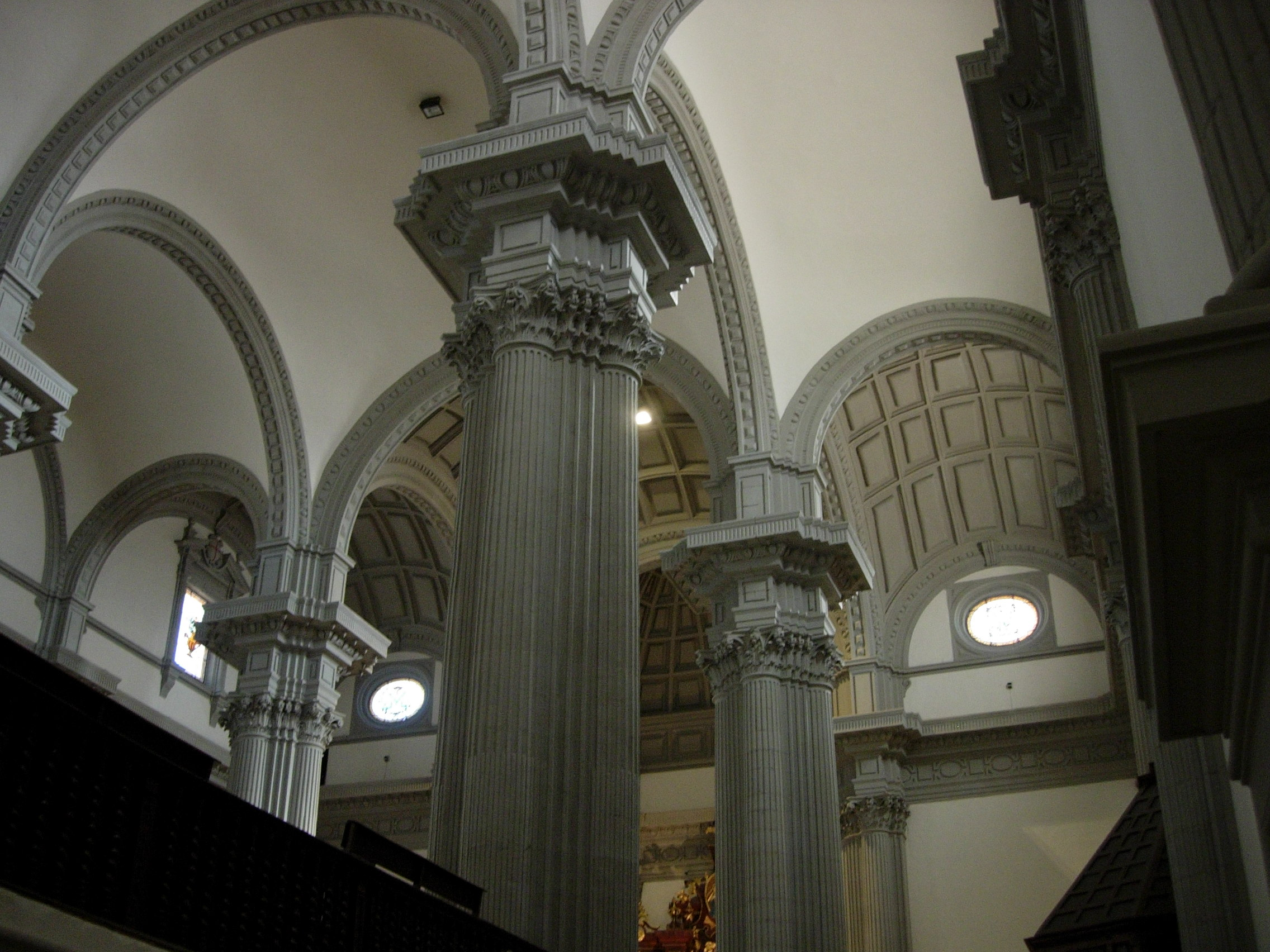

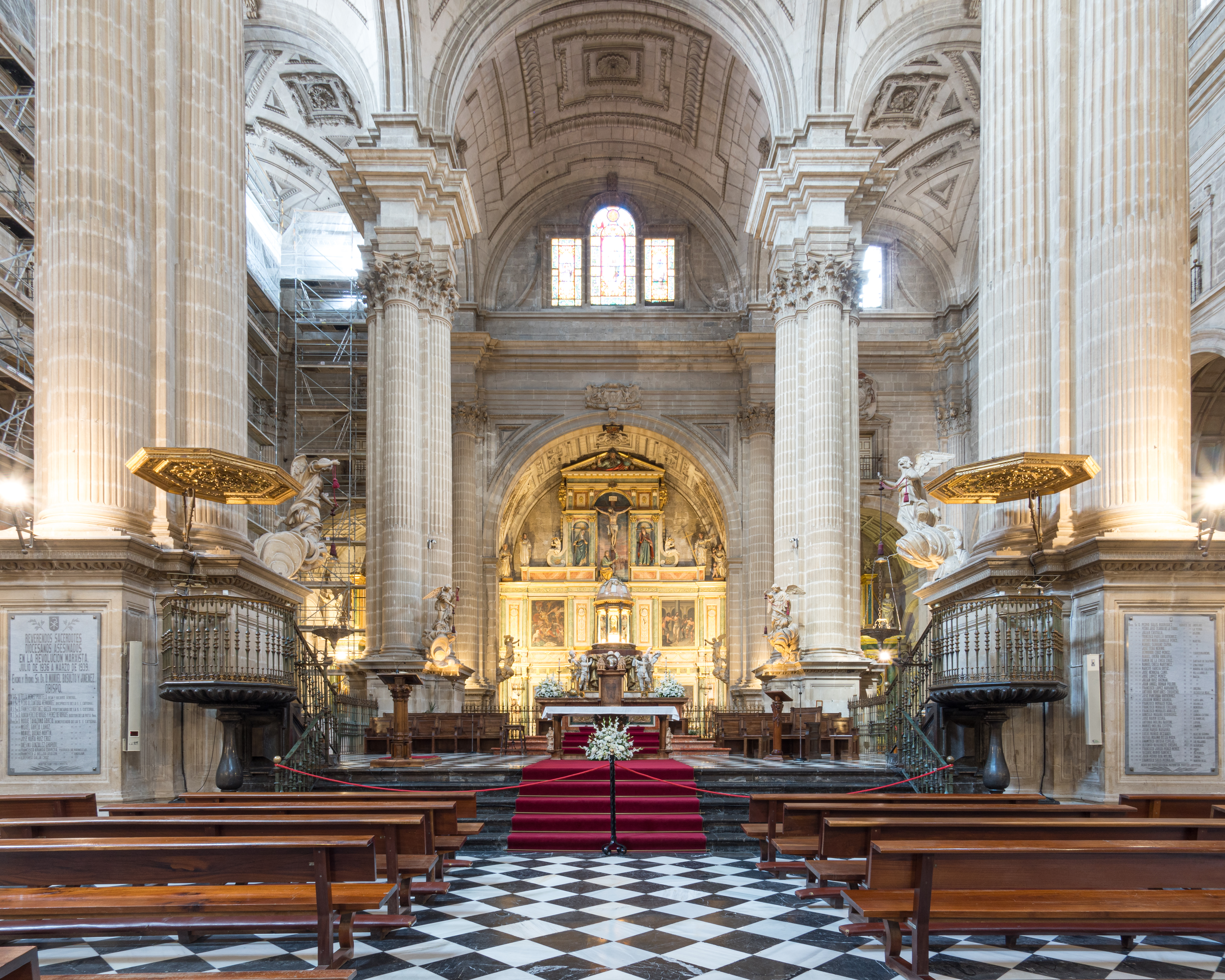

En España fue usado por Diego de Siloe en la Catedral de Granada, la Catedral de Guadix,
la Catedral de Málaga, la iglesia de la Inmaculada Concepción de Huelma, y la Iglesia de Nuestra Señora de los Remedios de Iznalloz, uniendo las columnas en pilares con columnillas adosadas, mientras Andrés de Vandelvira los uso en la Catedral de Jaén, la Catedral de Baeza y la Sacra Capilla del Salvador. 

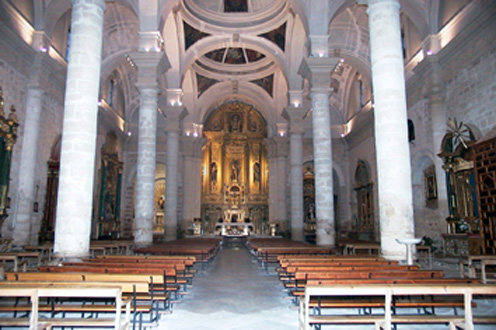

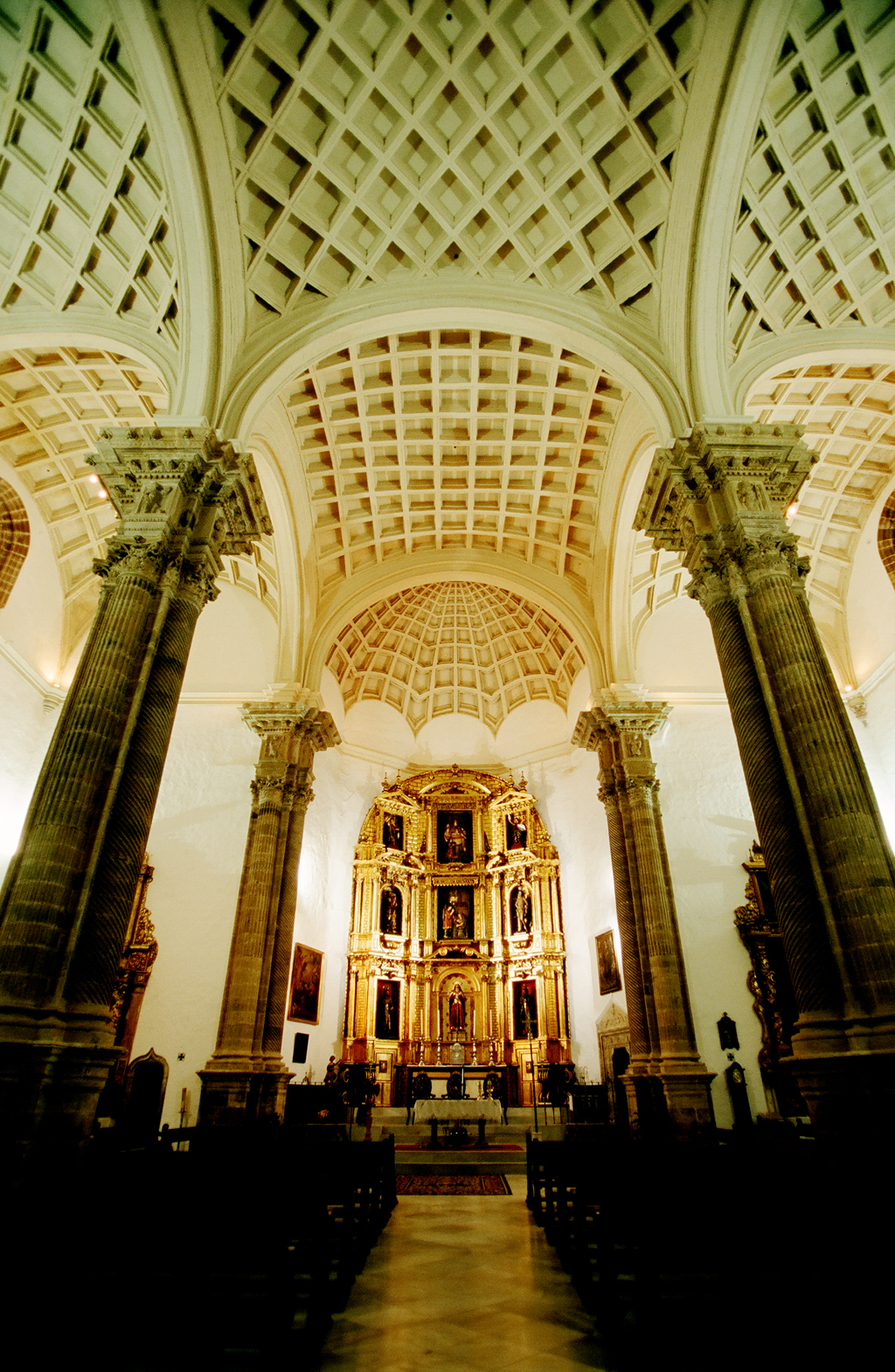

De manos de sus discípulos y seguidores, se continuó usando en Andalucía,  en la Iglesia de Nuestra Señora de la Consolación de  Cazalla de la Sierra, obra de Diego de Riaño, la Colegiata de Santa María La Mayor de  Huéscar, la Colegiata de Osuna, la 
iglesia de San Pedro de Sabiote, el iglesia del convento de Santo Domingo de La Guardia de Jaén, la Iglesia de Santa María la Mayor de  Ronda, la Catedral de Jerez de la Frontera y la Iglesia de San Juan Evangelista de Mancha Real. 
Más tarde siguiendo este modelo se usó en la Catedral de Cádiz.

## Barroco
Su uso se fue extendiendo por España, y llegó hasta Aragón, donde al ser usado en la Basílica del Pilar alcanzó gran fama, fue usado en todo el bajo Aragón, con ejemplos como la Iglesia de San Miguel de Valljunquera, la Iglesia de Santa María la Mayor de Épila, la Iglesia de Santa María la Mayor de Alcañiz, la Iglesia de San Francisco de Alcañiz, la Iglesia de Santa María de Jesús de Maella, la iglesia de San Miguel de Teruel, la Iglesia de la Asunción de Calaceite, la Iglesia de Santa María la Mayor de Peñarroya de Tastavins, la Iglesia de Santa María de los Remedios, la Iglesia de San Pedro de Torrijo del Campo, la Iglesia de la Asunción y San Blas de Puertomingalvo, la Iglesia de Nuestra Señora de la Natividad de Castelserás, la Iglesia de San Miguel de La Cuba, la Iglesia de la Purificación de Allepuz, la Iglesia de Santo Domingo de Silos de Daroca, la Iglesia de Nuestra Señora de las Nieves de Villel, la Iglesia de San Pedro de Moscardón, la Iglesia de la Asunción de Nuestra Señora de Oliete, la Iglesia de San Miguel (Torres de Albarracín), la Iglesia de Nuestra Señora de la Asunción de Muniesa, la Iglesia de la Asunción en Cantavieja, la Iglesia de Santo Domingo de Silos de Rillo, la iglesia de San  Miguel de Cabra de Mora, la Iglesia de Nuestra Señora de los Ángeles de Burbáguena, la Iglesia de San Miguel de Noguera de Albarracín, la Iglesia de San Pedro Mártir de Berge,
la Iglesia de Santa Cruz de Plou, la Iglesia de San Millán de la Cogolla de Orihuela del Tremedal, el Santuario de Nuestra Señora la Virgen de la Aliaga, Iglesia de San Martín de Crivillen, la Iglesia de San Juan Bautista de Mas de las Matas, la Ermita de la Purísima Concepción de Riodeva, la Iglesia de la Natividad de Nuestra Señora de Tormón, la Iglesia de la Transfiguración del Salvador, la Iglesia de Nuestra Señora de las Nieves de Valdelinares, la Iglesia de San Bartolomé de Bea y Cataluña con la Catedral de Vic. 

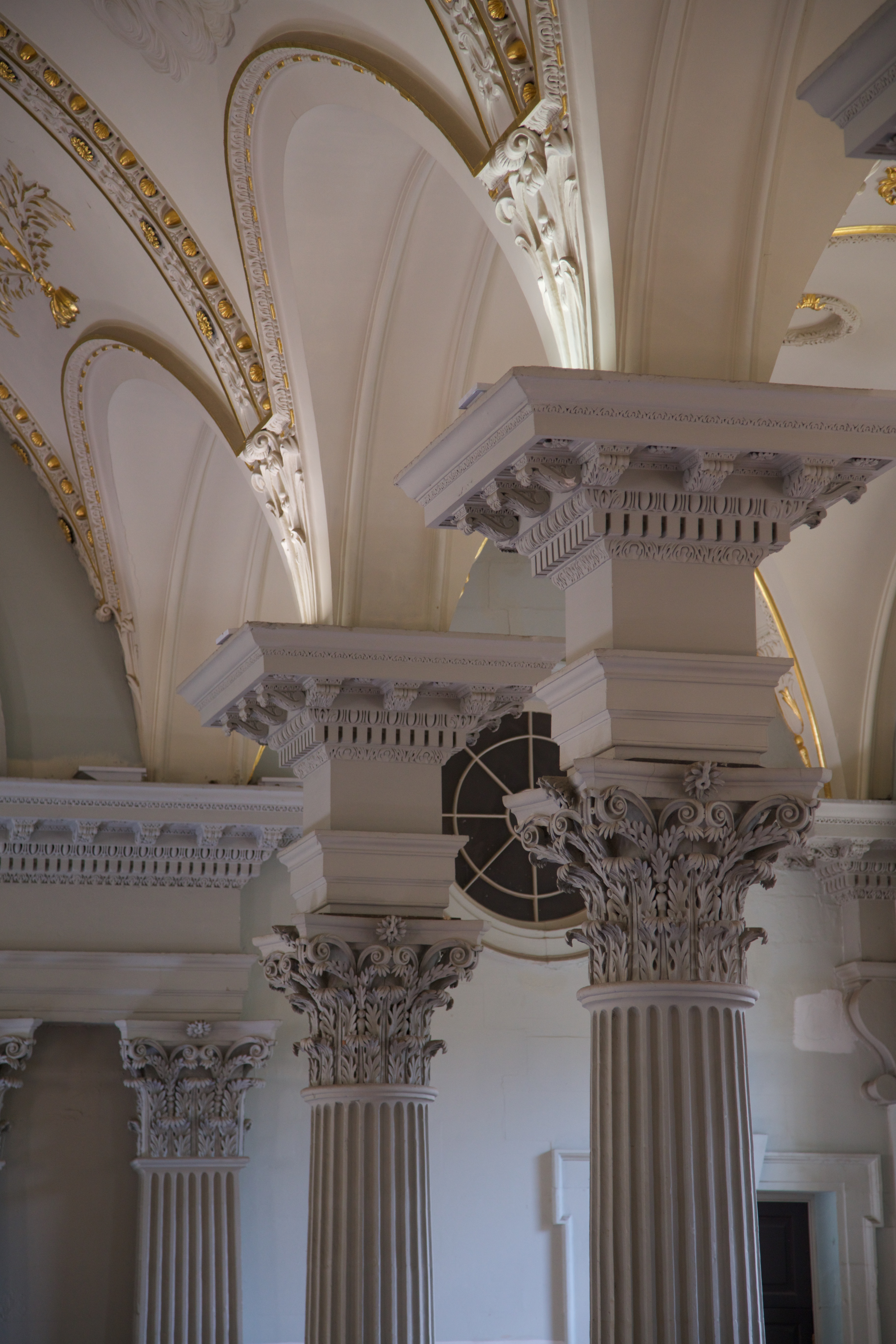

En Gran Bretaña fue introducido por los arquitectos paladinos como Christopher Wren y James Gibbs, siendo usado en St Martin-in-the-Fields, St Andrew's in the Square, St. Mary the Virgin
En el resto de Europa está presente en la arquitectura de la Orden de los Jesuitas, como Iglesia de los Santos Pedro y Pablo, así como en las iglesias de San Pedro 
y  Santa Magdalena de Besanzón.
Con el neoclásico se volvió presente tanto en edificios religiosos, la Catedral basílica de Nuestra Señora de La Paz, la Catedral Primada Bogotá, Basílica de Santa Maria delle Vigne, la Basílica Menor de Santa María Asunta como en civiles, la  Biblioteca del Congreso de Washington.